# Revolver (magazyn)
Revolver – czasopismo muzyczne wydawane jako miesięcznik, poświęcone tematyce szeroko rozumianego hard rocka i heavy metalu.
W latach 2006–2012 pismo było wydawane przez korporację medialną Future US, która nabyła tytuł za 2,3 mln GBP. Wcześniej czasopismo należało do Harris Publications. W 2012 roku czasopismo nabyła firma NewBay Media jako część pakietu wraz z takimi tytułami jak: Guitar World, czy Guitar Aficionado. Transakcja opiewała na kwotę 3 mln USD.
Na łamach pisma felietony publikowała m.in. wokalistka zespołu Lacuna Coil – Cristina Scabbia, gitarzystka i wokalistka Lzzy Hale, członkini grupy Halestorm oraz perkusista Vinne Paul, znany z występów w zespole Pantera.
W latach 2009–2014 pismo przyznawało nagrody pod nazwą Revolver Golden Gods Awards. Głównym sponsorem nagród był amerykański producent instrumentów muzycznych – firma Epiphone. Od 2016 roku magazyn przyznaje nagrody pod nazwą The Epiphone Revolver Music Awards.

## Revolver Golden Gods Awards

### 2009

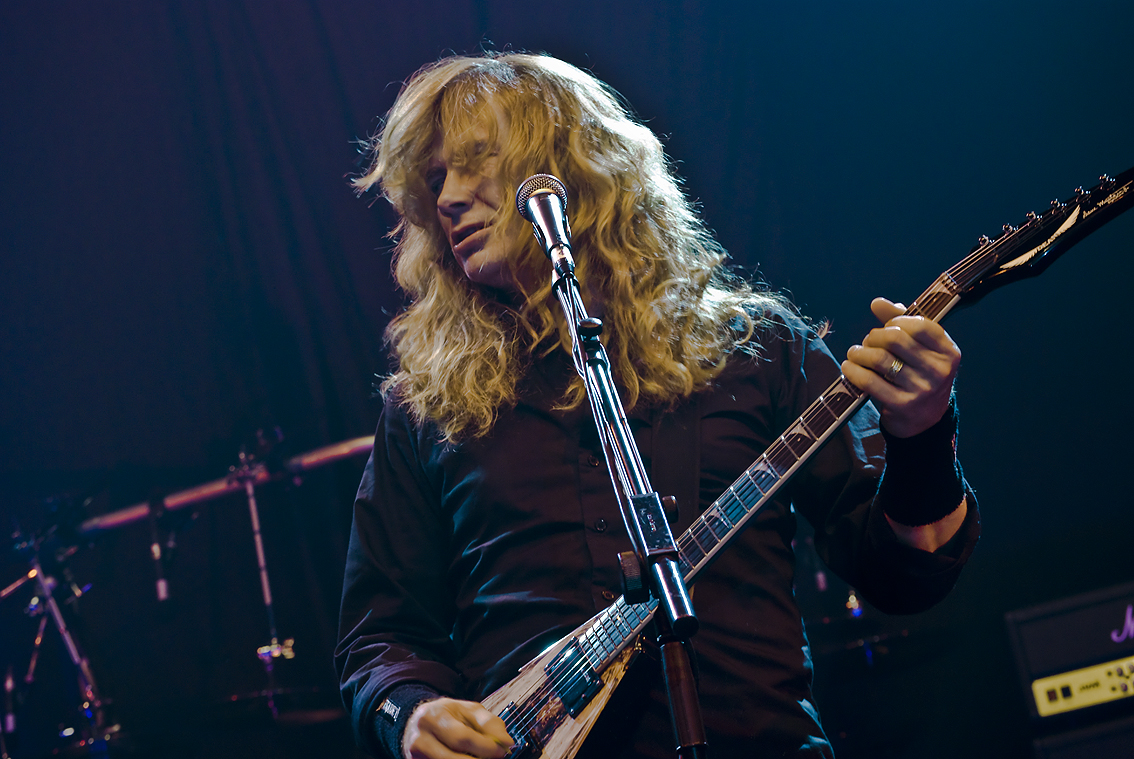
Dave Mustaine (Megadeth) – laureat The Golden God Award (na zdjęciu podczas koncertu w 2009 roku)

Gala Revolver Golden Gods Awards 2009 odbyła się 7 kwietnia 2009 roku w klubie Nokia w Los Angeles. Głównym sponsorem nagród był amerykański producent instrumentów muzycznych – firma Epiphone. Ceremonię poprowadzili aktor i komik Brian Posehn.
Nagrodę dla najlepszego perkusisty (Most Awesomely Good Drummer) otrzymał Vinnie Paul, znany przede wszystkim z występów w zespole Pantera. Tytułem najlepszego zespołu podziemia artystycznego (Best Underground Metal Band) została uznana formacja Isis. Nagrodę przemysłu muzycznego (Metal Industry Award) otrzymał lokal Rainbow Bar and Grill w West Hollywood w Kalifornii. Z kolei wyróżnienie w kategorii Most Metal Athlete (najbardziej „metalowy” atleta) otrzymał profesjonalny snowboardzista i skateboardzista – Shaun White.
W kategorii Most Mind-Blowing Guitarist zostali nagrodzeni gitarzyści zespołu Slayer: Jeff Hanneman i Kerry King. Nagrody otrzymały ponadto zespoły Metallica, Slipknot, Protest the Hero i Dethklok. Nagrodę pozakonkursową, tytuł honorowego metalowca (Honorary Headbanger) otrzymała tatuażystka Kat Von D. Ponadto za całokształt osiągnięć (Revolver Golden Gods Lifetime Achievement Award) wyróżniony został Ozzy Osbourne. Z kolei Dave Mustaine został uhonorowany tytułem – The Golden God Award.
W ramach gali przyznano także nagrodę MySpace Readers’ Choice Award, którą otrzymała formacja The Acacia Strain.
| Laureaci i nominowani                                      | Laureaci i nominowani              | Laureaci i nominowani |
| Kategoria                                                  | Laureat                            | Źródło                |
| ---------------------------------------------------------- | ---------------------------------- | --------------------- |
| Most Awesomely Good Drummer (najlepszy perkusista)         | Vinnie Paul (Hellyeah, Pantera)    | [ 7 ]                 |
| Best Underground Metal Band (najlepszy zespół „podziemny”) | Isis                               | [ 7 ]                 |
| Metal Industry Award (nagroda przemysłu muzycznego)        | Rainbow Bar & Grill                | [ 7 ]                 |
| Best Album (najlepszy album)                               | Metallica                          | [ 7 ]                 |
| Best Riff (najlepszy riff)                                 | Slipknot                           | [ 7 ]                 |
| Most Viral Video                                           | Protest the Hero                   | [ 7 ]                 |
| Most Metal Athlete (najbardziej „metalowy” atleta)         | Shaun White                        | [ 7 ]                 |
| Best Live Band (najlepszy zespół koncertowy)               | Slipknot                           | [ 7 ]                 |
| Best New Talent (najlepszy debiut)                         | Suicide Silence                    | [ 7 ]                 |
| Best International Band (najlepszy zespół międzynarodowy)  | Dethklok                           | [ 7 ]                 |
| Most Mind-Blowing Guitarist (najlepszy gitarzysta)         | Jeff Hanneman, Kerry King (Slayer) | [ 7 ]                 |
| Hottest Chick In Metal (najgorętsza „metalowa” laska)      | Marta Peterson (Bleeding Through)  | [ 7 ]                 |

| Nagrody i wyróżnienia pozakonkursowe            | Nagrody i wyróżnienia pozakonkursowe | Nagrody i wyróżnienia pozakonkursowe |
| Tytułem                                         | Laureat                              | Źródło                               |
| ----------------------------------------------- | ------------------------------------ | ------------------------------------ |
| Honorary Headbanger (honorowy metalowiec)       | Kat Von D                            | [ 7 ]                                |
| Revolver Golden Gods Lifetime Achievement Award | Ozzy Osbourne                        | [ 7 ]                                |
| The Golden God Award                            | Dave Mustaine (Megadeth)             | [ 7 ]                                |

| MySpace Readers’ Choice Award                             | MySpace Readers’ Choice Award | MySpace Readers’ Choice Award |
| Nominowani                                                | Laureat                       | Źródło                        |
| --------------------------------------------------------- | ----------------------------- | ----------------------------- |
| Bleeding Through Unearth Protest the Hero Suicide Silence | The Acacia Strain             | [ 7 ] [ 8 ]                   |

### 2010

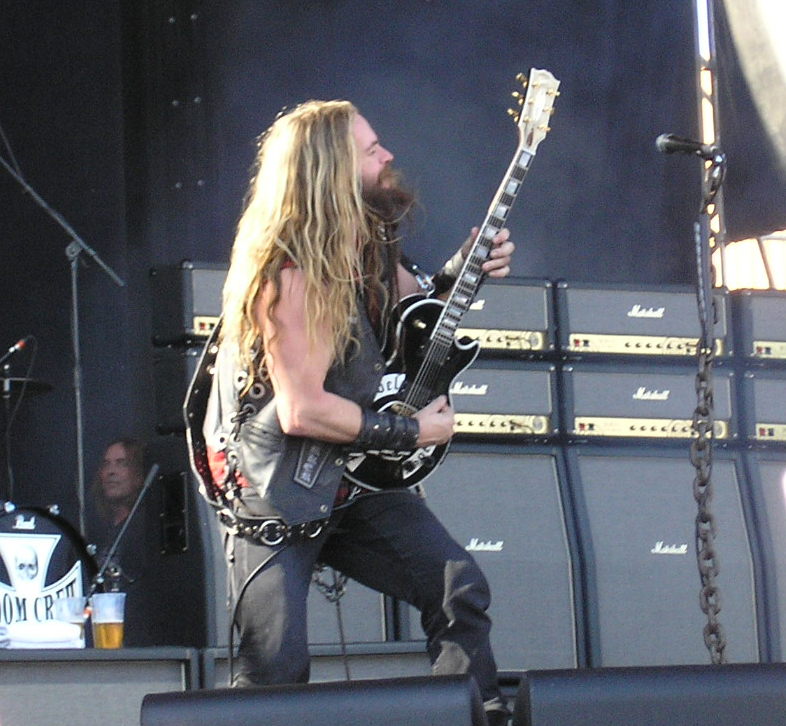
Zakk Wylde (Black Label Society) – laureat Revolver Golden Gods Awards w kategorii Best Guitarist Award (najlepszy gitarzysta) (na zdjęciu podczas koncertu w 2010 roku)

Gala Revolver Golden Gods Awards 2010 odbyła się 8 kwietnia 2010 roku w klubie Nokia w Los Angeles. Głównym sponsorem nagród był amerykański producent instrumentów muzycznych – firma Epiphone. Ceremonię poprowadzili piosenkarz i komik Andrew W.K. oraz wrestler Chris Jericho.
Nagrodę w kategorii Best Guitarist Award (najlepszy gitarzysta) otrzymał gitarzysta zespołu Black Label Society – Zakk Wylde. Za najlepszego perkusistę (Best Drummer Award ) został uznany zmarły w 2009 roku Jimmy „The Rev” Sullivan, znany z występów w grupie Avenged Sevenfold. W kategorii Best Vocalist (najlepszy wokalista) nagrodę otrzymał Ronnie James Dio, za dokonania wraz z grupą Heaven and Hell.
W kategorii album roku (Album of the Year) nagrodę otrzymała grupa Alice in Chains za album pt. Black Gives Way to Blue.
Natomiast tytułem najlepszego zespołu koncertowego (Best Live Band) została wyróżniona formacja Metallica. Najlepszym zespołem podziemia artystycznego (Best Underground Band) został wybrany zespół The Dillinger Escape Plan. W kategorii Most Metal Athlete (najbardziej „metalowy” atleta) zostali wyróżnieni zawodnicy futbolu amerykańskiego Marc Colombo, Cory Procter oraz Leonard Davis.
Tytułem Hottest Chick(s) in Metal (najgorętsza „metalowa” laska) została wyróżniona wokalistka zespołu In This Moment – Maria Brink. Pozakonkursowe wyróżnienie, tytuł Honorary Headbanger (honorowy metalowiec) otrzymał aktor Robert Englund odtwórca roli Freddy’ego Kruegera bohatera serii horrorów Koszmar z ulicy Wiązów. Ponadto nagrodę za szczególne osiągnięcia (Revolver Golden Gods Lifetime Achievement Award) otrzymał Lemmy Kilmister lider grupy Motörhead. Z kolei tytułem The Golden God Award został wyróżniony wokalista zespołu Judas Priest – Rob Halford.
Retransmisja gali odbyła się 22 maja 2010 roku na antenie stacji telewizyjnej VH1 Classic.
| Laureaci i nominowani | Laureaci i nominowani                        | Laureaci i nominowani                       |
| Nominowani | Laureat                                      | Źródło                                      |
| Best Guitarist Award (najlepszy gitarzysta) | Best Guitarist Award (najlepszy gitarzysta)  | Best Guitarist Award (najlepszy gitarzysta) |
| --- | -------------------------------------------- | ------------------------------------------- |
| Kirk Hammett (Metallica) Tony Iommi (Heaven and Hell) Tom Morello (Rage Against the Machine) Dave Mustaine (Megadeth) Slash                             | Zakk Wylde (Black Label Society)             | [ 11 ]                                      |
| Best Drummer Award (najlepszy perkusista) |                                              |                                             |
| Chris Adler (Lamb of God) Brann Dailor (Mastodon) Dave Grohl (Them Crooked Vultures) Gene Hoglan (Dethklok, Fear Factory) Dave Lombardo (Slayer)        | Jimmy „The Rev” Sullivan (Avenged Sevenfold) | [ 11 ]                                      |
| Best Vocalist (najlepszy wokalista) |                                              |                                             |
| Jonathan Davis (Korn) Neil Fallon (Clutch) Lzzy Hale (Halestorm) Serj Tankian (Serj Tankian, System of a Down) Corey Taylor (Slipknot, Stone Sour)      | Ronnie James Dio (Heaven and Hell)           | [ 11 ]                                      |
| Album of the Year (najlepszy album rok) |                                              |                                             |
| Heaven and Hell, The Devil You Know Mastodon, Crack the Skye Megadeth, Endgame Slayer, World Painted Blood Them Crooked Vultures, Them Crooked Vultures | Alice in Chains, Black Gives Way to Blue     | [ 11 ]                                      |
| Best Live Band (najlepszy zespół koncertowy) |                                              |                                             |
| The Devil Wears Prada Lamb of God Motörhead Rob Zombie Slayer                                                                                           | Metallica                                    | [ 11 ]                                      |
| Best Underground Band (najlepszy zespół „podziemny”) |                                              |                                             |
| Behemoth Between the Buried and Me The Black Dahlia Murder Converge Obituary                                                                            | The Dillinger Escape Plan                    | [ 11 ]                                      |
| Most Metal Athlete (najbardziej „metalowy” atleta) |                                              |                                             |
| Josh Barnett Chris Jericho Mike Piazza Jason Ellis Jolene Van Vugt                                                                                      | Marc Colombo, Cory Procter, Leonard Davis    | [ 11 ]                                      |
| Hottest Chick(s) in Metal (najgorętsza „metalowa” laska)                                                                                                |                                              |                                             |
| Pearl Aday (Pearl) Lzzy Hale (Halestorm) Lacey Mosley (Flyleaf) Alexia Rodriguez, Anissa Rodriguez (Eyes Set to Kill) Cristina Scabbia (Lacuna Coil)    | Maria Brink (In This Moment)                 | [ 11 ]                                      |

| Nagrody i wyróżnienia pozakonkursowe            | Nagrody i wyróżnienia pozakonkursowe | Nagrody i wyróżnienia pozakonkursowe |
| Tytułem                                         | Laureat                              | Źródło                               |
| ----------------------------------------------- | ------------------------------------ | ------------------------------------ |
| Honorary Headbanger (honorowy metalowiec)       | Robert Englund (Freddy Krueger)      | [ 11 ]                               |
| The Golden God Award                            | Rob Halford (Judas Priest)           | [ 10 ]                               |
| Revolver Golden Gods Lifetime Achievement Award | Lemmy Kilmister (Motörhead)          | [ 10 ]                               |

### 2011

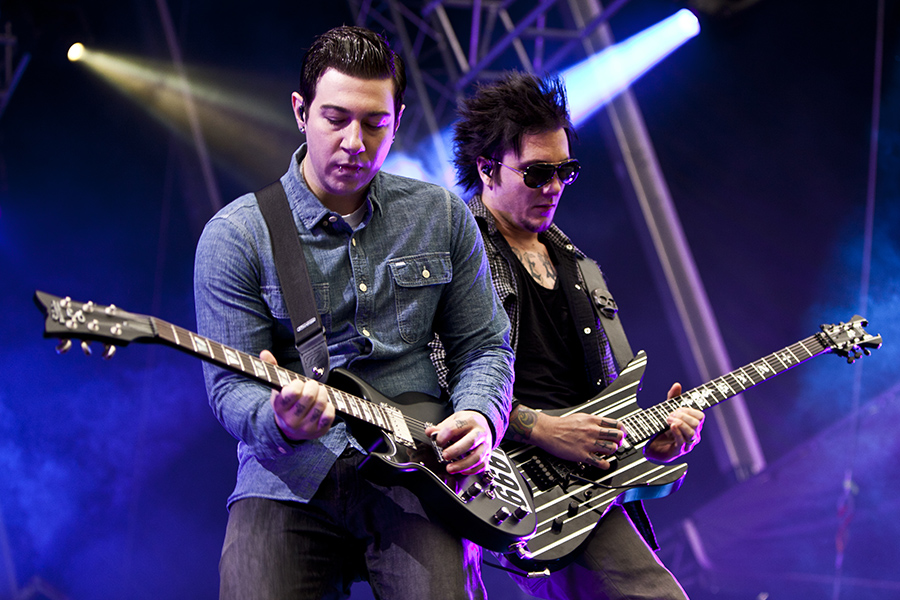
Zacky Vengeance i Synyster Gates (Avenged Sevenfold) – laureaci Revolver Golden Gods Awards w kategorii Epiphone Best Guitarist Award (najlepszy gitarzysta) (na zdjęciu podczas koncertu w 2011 roku)

Gala Revolver Golden Gods Awards 2011 odbyła się 20 kwietnia 2011 roku w klubie Nokia w Los Angeles. Głównym sponsorem nagród był amerykański producent instrumentów muzycznych – firma Epiphone. Ceremonię poprowadził Chris Jericho, natomiast otworzył ją występ Dave’a Grohla, który odtworzył z szafy grającej piosenkę Justina Biebera oraz formacji Fozzy, która zaprezentowała medley z fragmentami utworów m.in. z repertuaru Black Sabbath, Iron Maiden i Judas Priest. Pierwszą nagrodę, w kategorii Best Guitarist Award (najlepszy gitarzysta) z rąk Robba Flynna i Wayne’a Statica otrzymali członkowie zespołu Avenged Sevenfold: Synyster Gates i Zacky Vengeance. Następnie statuetkę w kategorii Comeback of the Year (najlepszy powrót roku) przyznaną przez Davida Coverdale’a otrzymała formacja Murderdolls, po której krótki występ dał zespół Alice’a Coopera.
Perkusiści Mike Portnoy i Charlie Benante wręczyli nagrodę w kategorii Best Live Band (najlepszy zespół koncertowy) niemieckiemu zespołowi Rammstein. Kolejno tytułem The Golden God Award został wyróżniony Alice Cooper, który przyznał Rob Zombie. Z krótkimi występami zaprezentowali się kolejno zespół Asking Alexandria i wokalista Sebastian Bach, po których Wendy Dio, Geezer Butler i Corey Taylor przyznali nagrodę za szczególne osiągnięcia (The Ronnie James Dio Lifetime Achievement Award) zespołowi Mötley Crüe. Wyróżnienie w kategorii Most Metal Athlete (najbardziej „metalowy” atleta) z rąk lidera zespołu Deftones – China Moreno otrzymał wrestler The Miz. Poprzedzone koncertem duńskiej formacji Volbeat zaanonsowanej przez Maxa Cavalerę. Następnie tytuł honorowego metalowca (Honorary Headbanger) otrzymał aktor i piosenkarz William Shatner, który został przyznany przez Briana Posehna i Scotta Iana. Przed wręczeniem kolejnej statuetki na scenę wszedł zespół Devildriver zapowiedziany przez Brendona Smalla i Dino Cazaresa.
Po zakończeniu koncertu, były basista zespołu Guns N’ Roses Duff McKagan wręczył statuetkę zespołowi Black Veil Brides w kategorii Best New Band (najlepszy debiut). Następnie nagrodę otrzymał Mike Portnoy (Best Drummer Award (najlepszy perkusista)) z rąk Vinnie’ego Paula. Po występie zespołu Duff McKagan’s Loaded statuetkę otrzymał M. Shadows (Best Vocalist (najlepszy wokalista)) z rąk Sebastiana Bacha i Taylor Momsen. Za najlepszy album roku (Album of the Year) została uznana produkcja zespołu Avenged Sevenfold pt. Nightmare, nagrodę wręczyli Jerry Cantrell i Mike Inez. Zwieńczeniem gali był występ tegoż zespołu, który zaanonsowali członkowie Metalliki – Lars Ulrich i Robert Trujillo.
Retransmisja gali odbyła się 28 maja 2011 roku na antenie stacji telewizyjnej VH1 Classic.
| Laureaci i nominowani | Laureaci i nominowani                                | Laureaci i nominowani                                |
| Nominowani | Laureat                                              | Źródło                                               |
| Epiphone Best Guitarist Award (najlepszy gitarzysta) | Epiphone Best Guitarist Award (najlepszy gitarzysta) | Epiphone Best Guitarist Award (najlepszy gitarzysta) |
| --- | ---------------------------------------------------- | ---------------------------------------------------- |
| John 5 (Rob Zombie) Dan Donegan (Disturbed) Gus G. (Ozzy Osbourne, Firewind) Janick Gers, Dave Murray, Adrian Smith (Iron Maiden) Alexi Laiho (Children of Bodom) | Synyster Gates, Zacky Vengeance (Avenged Sevenfold)  | [ 12 ]                                               |
| Comeback of the Year (najlepszy powrót roku) |                                                      |                                                      |
| Accept Faith No More A Perfect Circle Soundgarden System of a Down                                                                                                | Murderdolls                                          | [ 12 ]                                               |
| Best Live Band (najlepszy zespół koncertowy) |                                                      |                                                      |
| Avenged Sevenfold Gwar Iron Maiden Megadeth Sevendust | Rammstein                                            | [ 12 ]                                               |
| Most Metal Athlete (najbardziej „metalowy” atleta) |                                                      |                                                      |
| Chris Cole Dan Hardy Toni Lydman Jeremy Shockey Mike Vallely | The Miz                                              | [ 12 ]                                               |
| Best New Band (najlepszy debiut) |                                                      |                                                      |
| Asking Alexandria The Damned Things The Pretty Reckless Times of Grace We Are the Fallen                                                                          | Black Veil Brides                                    | [ 12 ]                                               |
| Best Drummer Award (najlepszy perkusista) |                                                      |                                                      |
| Tommy Clufetos (Ozzy Osbourne) Abe Cunningham (Deftones) Joey Jordison (Rob Zombie) Roy Mayorga (Stone Sour) Nicko McBrain (Iron Maiden)                          | Mike Portnoy                                         | [ 12 ]                                               |
| Best Vocalist (najlepszy wokalista) |                                                      |                                                      |
| Glenn Danzig (Danzig) Bruce Dickinson (Iron Maiden) Chino Moreno (Deftones) Ozzy Osbourne Corey Taylor (Stone Sour)                                               | M. Shadows (Avenged Sevenfold)                       | [ 12 ]                                               |
| Album of the Year (najlepszy album rok) |                                                      |                                                      |
| Black Label Society, Order of the Black Deftones, Diamond Eyes Ozzy Osbourne, Scream Stone Sour, Audio Secrecy Volbeat, Beyond Hell / Above Heaven                | Avenged Sevenfold, Nightmare                         | [ 12 ]                                               |

| Nagrody i wyróżnienia pozakonkursowe            | Nagrody i wyróżnienia pozakonkursowe | Nagrody i wyróżnienia pozakonkursowe |
| Tytułem                                         | Laureat                              | Źródło                               |
| ----------------------------------------------- | ------------------------------------ | ------------------------------------ |
| Honorary Headbanger (honorowy metalowiec)       | William Shatner                      | [ 12 ]                               |
| The Golden God Award                            | Alice Cooper                         | [ 12 ]                               |
| The Ronnie James Dio Lifetime Achievement Award | Mötley Crüe                          | [ 12 ]                               |

### 2012
Gala Revolver Golden Gods Awards 2012 odbyła się 11 kwietnia 2012 roku w klubie Nokia w Los Angeles. Głównym sponsorem nagród był amerykański producent instrumentów muzycznych – firma Epiphone. Ceremonię poprowadził wrestler Chris Jericho.
Nagrodę w kategorii Best Guitarist (najlepszy gitarzysta) otrzymali gitarzyści zespołu Black Veil Brides: Jinxx i Jake Pitts. Tytułem najlepszego perkusisty (Best Drummer) został uhonorowany członek formacji Five Finger Death Punch – Jeremy Spencer. W kategorii Best Vocalist (najlepszy wokalista) nagrodzona została wokalistka zespołu Evanescence – Amy Lee. Za album roku (Album of the Year) została uznana produkcja zespołu Korn pt. The Path of Totality. Natomiast tytułem najlepszego zespołu koncertowego (Best Live Band) została wyróżniona formacja Avenged Sevenfold. Z kolei wyróżnienie w kategorii Most Metal Athlete (najbardziej „metalowy” atleta) otrzymał wrestler – CM Punk.
Wyróżnienie w kategorii Comeback of the Year (najlepszy powrót roku) otrzymał zespół Slipknot. Autorem najlepszych riffów (Riff Lord) wybrano znanego m.in. z występów w zespole Guns N’ Roses gitarzystę – Slasha. Nagrodę im. Paula Graya dla najlepszego basisty otrzymał Nikki Sixx za dokonania wraz z zespołem Sixx:A.M. Tytułem najlepszego zespołu międzynarodowego zespołu (Best International Band) uznano japońską formację X Japan. Za najbardziej oddanych fanów (Most Dedicated Fans) uznano wielbicieli zespołu Avenged Sevenfold.
| Laureaci i nominowani | Laureaci i nominowani                                        | Laureaci i nominowani                                        |
| Nominowani | Laureat                                                      | Źródło                                                       |
| Best Guitarist, presented by Epiphone (najlepszy gitarzysta) | Best Guitarist, presented by Epiphone (najlepszy gitarzysta) | Best Guitarist, presented by Epiphone (najlepszy gitarzysta) |
| --- | ------------------------------------------------------------ | ------------------------------------------------------------ |
| Zoltan Bathory, Jason Hook (Five Finger Death Punch) Willie Adler, Mark Morton (Lamb of God) Robb Flynn, Phil Demmel (Machine Head) Dave Mustaine, Chris Broderick (Megadeth) Matt Heafy, Corey Beaulieu (Trivium) | Jinxx, Jake Pitts (Black Veil Brides)                        | [ 14 ] [ 16 ]                                                |
| Best Drummer, presented by Drum Workshop (najlepszy perkusista) |                                                              |                                                              |
| Charlie Benante (Anthrax) Taylor Hawkins (Foo Fighters) Chris Adler (Lamb of God) Brann Dailor (Mastodon) Tomas Haake (Meshuggah)                                                                                  | Jeremy Spencer (Five Finger Death Punch)                     | [ 14 ] [ 16 ]                                                |
| Best Vocalist, presented by Rockstar Energy Drink (najlepszy wokalista) |                                                              |                                                              |
| Sebastian Bach Andy Biersack (Black Veil Brides) James Durbin Ivan Moody (Five Finger Death Punch) Jonathan Davis (Korn)                                                                                           | Amy Lee (Evanescence)                                        | [ 14 ] [ 16 ]                                                |
| Album of the Year, presented by Marshall Amplification (najlepszy album roku) |                                                              |                                                              |
| Anthrax, Worship Music Evanescence, Evanescence Five Finger Death Punch, American Capitalist Foo Fighters, Wasting Light Lamb of God, Resolution                                                                   | Korn, The Path of Totality                                   | [ 14 ] [ 16 ]                                                |
| Best Live Band, presented by Samson/Zoom (najlepszy zespół koncertowy) |                                                              |                                                              |
| Foo Fighters Guns N’ Roses Judas Priest Seether Tool | Avenged Sevenfold                                            | [ 14 ] [ 16 ]                                                |
| Most Metal Athlete (najbardziej „metalowy” atleta) |                                                              |                                                              |
| Gina Carano Brian Deegan Evan Longoria Dirk Nowitzki Mitch Petrus | CM Punk                                                      | [ 16 ] [ 17 ]                                                |
| Comeback of the Year, presented by Eagle Rock Entertainment (najlepszy powrót roku) |                                                              |                                                              |
| Anthrax Dream Theater Evanescence Ministry Van Halen | Slipknot                                                     | [ 14 ] [ 16 ]                                                |
| Riff Lord |                                                              |                                                              |
| Scott Ian (Anthrax) Zakk Wylde (Black Label Society) Dave Grohl (Foo Fighters) Munky (Korn) Eddie Van Halen (Van Halen)                                                                                            | Slash                                                        | [ 14 ] [ 16 ]                                                |
| Paul Gray Best Bassist, presented by Dean Markley (najlepszy basista) |                                                              |                                                              |
| Frank Bello (Anthrax) Michael Anthony (Chickenfoot) Fieldy (Korn) David Ellefson (Megadeth) Wolfgang Van Halen (Van Halen)                                                                                         | Nikki Sixx (Sixx:A.M.)                                       | [ 14 ] [ 16 ]                                                |
| Best International Band, presented by Musicians Institute (najlepszy zespół międzynarodowy) |                                                              |                                                              |
| Behemoth Lacuna Coil Rammstein Sepultura Meshuggah | X Japan                                                      | [ 14 ] [ 16 ]                                                |
| Most Dedicated Fans (najbardziej oddani fani) |                                                              |                                                              |
| Asking Alexandria Black Veil Brides Evanescence Falling in Reverse HIM | Avenged Sevenfold                                            | [ 14 ] [ 16 ]                                                |

| Nagrody i wyróżnienia pozakonkursowe            | Nagrody i wyróżnienia pozakonkursowe | Nagrody i wyróżnienia pozakonkursowe |
| Tytułem                                         | Laureat                              | Źródło                               |
| ----------------------------------------------- | ------------------------------------ | ------------------------------------ |
| The Golden God Award                            | Gene Simmons                         | [ 18 ]                               |
| The Ronnie James Dio Lifetime Achievement Award | Rush                                 | [ 18 ]                               |

### 2013
Gala Revolver Golden Gods Awards 2013 odbyła się 2 maja 2013 roku w klubie Nokia w Los Angeles. Głównym sponsorem nagród był amerykański producent instrumentów muzycznych – firma Epiphone. Ceremonię poprowadził wrestler Chris Jericho.
Nagrodę dla najlepszego gitarzysty (Best Guitarist) otrzymał John 5, znany m.in. ze współpracy z Robem Zombie. Tytuł najlepszego perkusisty (Best Drummer) przypadł muzykowi Halestorm – Arejayowi Hale. Natomiast statuetka dla najlepszego basisty (Best Bassist) przypadła Lemmy’emu Kilmisterowi liderowi Motörhead. Nagrodę dla najlepszego wokalisty (Best Vocalist) otrzymał członek zespołów Stone Sour i Slipknot – Corey Taylor.
W kategoriach Best Live Band (najlepszy zespół koncertowy) i Comeback of the Year (najlepszy powrót roku) nagrody otrzymały, odpowiednio zespoły Slipknot i Tenacious D. Za najlepszy album (Album of the Year) uznano produkcję formacji Deftones pt. Koi No Yokan. Nagroda dla debiutanta roku przypadła formacji Davida Draimana – Device. Natomiast tytuł najbardziej „metalowego” atlety (Most Metal Athlete) otrzymał amerykańskiemu wrestlerowi – znanemu jako Triple H. Nagrody pozakonkursowe otrzymali – Rob Zombie uhonorowany tytułem The Golden God oraz zespół Metallica, za całokształt osiągnięć (The Ronnie James Dio Lifetime Achievement Award).
| Laureaci i nominowani | Laureaci i nominowani                       | Laureaci i nominowani                       |
| Nominowani | Laureat                                     | Źródło                                      |
| Best Guitarist Award (najlepszy gitarzysta) | Best Guitarist Award (najlepszy gitarzysta) | Best Guitarist Award (najlepszy gitarzysta) |
| --- | ------------------------------------------- | ------------------------------------------- |
| Stephen Carpenter (Deftones) Alex Lifeson (Rush) Misha Mansoor (Periphery) Brendon Small (Dethklok) Kim Thayil (Soundgarden)                                | John 5 (Rob Zombie)                         | [ 19 ]                                      |
| Best Drummer Award (najlepszy perkusista) |                                             |                                             |
| Abe Cunningham (Deftones) Mario Duplantier (Gojira) Gene Hoglan (Dethklok, Testament) Roy Mayorga (Stone Sour) Neil Peart (Rush)                            | Arejay Hale (Halestorm)                     | [ 19 ]                                      |
| Paul Gray Best Bassist (najlepszy basista) |                                             |                                             |
| Rex Brown (Kill Devil Hill) Steve Harris (Iron Maiden) Geddy Lee (Rush) Jason Newsted (Newsted) Sergio Vega (Deftones)                                      | Lemmy Kilmister (Motörhead)                 | [ 19 ]                                      |
| Best Vocalist (najlepszy wokalista) |                                             |                                             |
| Phil Anselmo (Down) Maria Brink (In This Moment) Chris Cornell (Soundgarden) Lzzy Hale (Halestorm) Chino Moreno (Deftones)                                  | Corey Taylor (Stone Sour, Slipknot)         | [ 19 ]                                      |
| Best New Talent (najlepszy debiut) |                                             |                                             |
| Ghost Kvelertak Miss May I Of Mice & Men Young Guns | Device                                      | [ 19 ]                                      |
| Most Metal Athlete (najbardziej „metalowy” atleta) |                                             |                                             |
| Tom Crabtree Tanner Faust Clay Guida Geoff Rowley CJ Wilson                                                                                                 | Triple H                                    | [ 19 ]                                      |
| Best Live Band (najlepszy zespół koncertowy) |                                             |                                             |
| Anthrax Five Finger Death Punch Hatebreed Lamb of God Volbeat                                                                                               | Slipknot                                    | [ 19 ]                                      |
| Comeback of the Year (najlepszy powrót roku) |                                             |                                             |
| Aerosmith The Darkness Quicksand Refused Soundgarden | Tenacious D                                 | [ 19 ]                                      |
| Song of the Year (najlepsza piosenka roku) |                                             |                                             |
| Asking Alexandria, „Run Free” Avenged Sevenfold, „Carry On” Dethklok, „I Ejaculate Fire” Halestorm, „Love Bites (So Do I)” In This Moment, „Blood”          | Black Veil Brides, „In the End”             | [ 19 ]                                      |
| Most Dedicated Fans (najbardziej oddani fani) |                                             |                                             |
| Black Label Society Black Veil Brides A Day to Remember Rammstein Slipknot                                                                                  | HIM                                         | [ 19 ]                                      |
| Album of the Year (najlepszy album roku) |                                             |                                             |
| Gojira, L’Enfant Sauvage Halestorm, The Strange Case Of... Marilyn Manson, Born Villain Soundgarden, King Animal Stone Sour, House of Gold & Bones – Part 1 | Deftones, Koi No Yokan                      | [ 19 ]                                      |

| Nagrody i wyróżnienia pozakonkursowe            | Nagrody i wyróżnienia pozakonkursowe | Nagrody i wyróżnienia pozakonkursowe |
| Tytułem                                         | Laureat                              | Źródło                               |
| ----------------------------------------------- | ------------------------------------ | ------------------------------------ |
| The Golden God Award                            | Rob Zombie                           | [ 21 ]                               |
| The Ronnie James Dio Lifetime Achievement Award | Metallica                            | [ 21 ]                               |

### 2014
Gala Revolver Golden Gods Awards 2014 odbyła się 23 kwietnia 2014 roku w klubie Nokia w Los Angeles. Głównym sponsorem nagród był amerykański producent instrumentów muzycznych – firma Epiphone. Ceremonię transmitowaną na stronie internetowej VH1.com oraz przez aplikację VH1 App poprowadzili Eddie Trunk, Don Jamieson i Jim Florentine.
Nagrodę dla albumu roku (Album of the Year) otrzymała grupa Black Sabbath za powrotną produkcję pt. 13. Tytułem najlepszego wokalisty (Best Vocalist) uhonorowano lidera formacji Queens of the Stone Age – Josha Homme’a. Nagrodę imienia Dimebaga Darrella dla najlepszego gitarzysty (Dimebag Darrell Best Guitarist(s)) otrzymali członkowie zespołu Avenged Sevenfold: Synyster Gates i Zacky Vengeance. Nagrodę dla najlepszego perkusisty (Best Drummer) otrzymał, także członek Avenged Sevenfold – Arin Ilejay.
Nagroda imienia Paula Graya dla najlepszego basisty (Best Bassist) przypadła muzykowi formacji Five Finger Death Punch – Chrisowi Kaelowi. W kategoriach Comeback of the Year (powrót roku) i Most Dedicated Fans (najbardziej oddani fani) nagrody wręczono, odpowiednio zespołom Deep Purple i Avenged Sevenfold. Nagroda dla debiutanta roku przypadła formacji Twelve Foot Ninja. Statuetkę dla najlepszego teledysku (Best Film & Video) otrzymała produkcja Pierce the Veil, „This is a Wasteland”. Z kolei za utwór roku uznano „Lift Me Up” zespołu Five Finger Death Punch. Natomiast tytuł najbardziej „metalowego” atlety (Most Metal Athlete) otrzymał amerykański zawodnik mieszanych sztuk walki Josh Barnett. Pozakonkursowe nagrody otrzymali Axl Rose – lider formacji Guns N’ Roses za całokształt osiągnięć (The Ronnie James Dio Lifetime Achievement Award) oraz Joan Jett, znana z występów w grupie The Runaways, która otrzymała statuetkę The Golden God Award.
Retransmisja gali odbyła się 24 maja 2014 roku na antenie stacji telewizyjnej VH1 Classic.
| Laureaci i nominowani | Laureaci i nominowani                               | Laureaci i nominowani                    |
| Nominowani | Laureat                                             | Źródło                                   |
| Album of the Year (najlepszy album roku) | Album of the Year (najlepszy album roku)            | Album of the Year (najlepszy album roku) |
| --- | --------------------------------------------------- | ---------------------------------------- |
| Avenged Sevenfold, Hail to the King Five Finger Death Punch, The Wrong Side of Heaven and the Righteous Side of Hell Volume 1 and 2 Korn, The Paradigm Shift Queens of the Stone Age, Like Clockwork Volbeat, Outlaw Gentlemen & Shady Ladies | Black Sabbath, 13                                   | [ 25 ]                                   |
| Best Vocalist (najlepszy wokalista) |                                                     |                                          |
| Jeremy McKinnon (A Day to Remember) M. Shadows (Avenged Sevenfold) Ivan Moody (Five Finger Death Punch) Papa Emeritus II (Ghost) Jonathan Davis (Korn)                                                                                        | Josh Homme (Queens of the Stone Age)                | [ 25 ]                                   |
| Dimebag Darrell Best Guitarist(s) (najlepszy gitarzysta) |                                                     |                                          |
| Jerry Cantrell (Alice in Chains) Tony Iommi (Black Sabbath) John Petrucci (Dream Theater) Zoltan Bathory, Jason Hook (Five Finger Death Punch) Munky, Head (Korn)                                                                             | Synyster Gates, Zacky Vengeance (Avenged Sevenfold) | [ 25 ]                                   |
| Paul Gray Best Bassist (najlepszy basista) |                                                     |                                          |
| Johnny Christ (Avenged Sevenfold) Geezer Butler (Black Sabbath) Rex Brown (Kill Devil Hill) Fieldy (Korn) Emma Anzai (Sick Puppies) | Chris Kael (Five Finger Death Punch)                | [ 25 ]                                   |
| Best Drummer presented by Razor & Tie (najlepszy perkusista) |                                                     |                                          |
| Brad Wilk (Black Sabbath) Vinny Appice (Kill Devil Hill) Matt Halpern (Periphery) Chris Adler (Protest the Hero) Mike Portnoy (The Winery Dogs)                                                                                               | Arin Ilejay (Avenged Sevenfold)                     | [ 25 ]                                   |
| Best Live Band (najlepszy zespół koncertowy) |                                                     |                                          |
| The Dillinger Escape Plan Gojira Lamb of God Mötley Crüe Slayer | Rob Zombie                                          | [ 25 ]                                   |
| Song of the Year presented by Randall Amplifiers (najlepsza piosenka) |                                                     |                                          |
| Alice in Chains, „Hollow” Avenged Sevenfold, „Hail to the King” Bring Me the Horizon, „Shadow Moses” Of Mice & Men, „You’re Not Alone” The Pretty Reckless, „Going to Hell”                                                                   | Five Finger Death Punch, „Lift Me Up”               | [ 25 ]                                   |
| Best Film & Video presented by Eagle Rock Entertainment (najlepsza teledysk) |                                                     |                                          |
| Behemoth, „Blow Your Trumpets Gabriel” Huntress, „Zenith” Lamb of God, „As the Palaces Burn” Metallica, „Through the Never” Motionless in White, „America”                                                                                    | Pierce the Veil, „This is a Wasteland”              | [ 25 ]                                   |
| Best New Talent presented by Victory Records (najlepsza debiut) |                                                     |                                          |
| Deafheaven Heaven’s Basement Issues Scar the Martyr Crosses (†††) | Twelve Foot Ninja                                   | [ 25 ]                                   |
| Comeback of the Year (powrót roku) |                                                     |                                          |
| Black Sabbath Carcass Nine Inch Nails Queens of the Stone Age Suicidal Tendencies | Deep Purple                                         | [ 25 ]                                   |
| Most Metal Athlete (najbardziej „metalowy” atleta) |                                                     |                                          |
| Tony Alva Grant Balfour Stephen Curry Derek Garland Tuukka Rask | Josh Barnett                                        | [ 25 ]                                   |
| Most Dedicated Fans (najbardziej oddani fani) |                                                     |                                          |
| A Day to Remember Five Finger Death Punch Of Mice & Men The Pretty Reckless Slayer | Avenged Sevenfold                                   | [ 25 ]                                   |

| Nagrody i wyróżnienia pozakonkursowe            | Nagrody i wyróżnienia pozakonkursowe | Nagrody i wyróżnienia pozakonkursowe |
| Tytułem                                         | Laureat                              | Źródło                               |
| ----------------------------------------------- | ------------------------------------ | ------------------------------------ |
| The Golden God Award                            | Joan Jett                            | [ 25 ]                               |
| The Ronnie James Dio Lifetime Achievement Award | Axl Rose                             | [ 25 ]                               |

## The Epiphone Revolver Music Awards

### 2016
Gala The Epiphone Revolver Music Awards 2016 odbyła się 13 grudnia 2016 roku w Webster Hall w Nowym Jorku. Głównym sponsorem nagród był amerykański producent instrumentów muzycznych – firma Epiphone. Ceremonię transmitowaną na platformie Twitch poprowadzili Dave Mustaine i Jose Mangin. Galę uświetniły występy wokalisty i gitarzysty Zakka Wylde’a oraz zespołów Megadeth, Anthrax, Lacuna Coil i Stitched Up Heart. Ponadto odbyło się jam session z udziałem Ace’a Frehleya i Rona „Bumblefoot” Thala oraz muzyków zespołów Butcher Babies i Pop Evil.
Statuetkę dla najlepszej płyty roku 2016 otrzymał zespół Metallica za Hardwired...To Self-Destruct. Nagrodę w kategorii piosenka roku otrzymał szwedzki zespół Ghost za „Square Hammer”. Tytuł najlepszego wokalisty otrzymał Austin Carlile członek formacji Of Mice & Men. Nagrodę imienia Dimebaga Darrella dla najlepszego gitarzysty otrzymali członkowie grupy Megadeth Dave Mustaine i Kiko Loureiro. Statuetkę dla najlepszego basisty otrzymał członek szwedzkiego zespołu Meshuggah – Dick Lövgren. Natomiast nagrodę dla perkusisty roku otrzymał Chris Adler za album Dystopia, zarejestrowany wraz z grupą Megadeth.
Statuetkę za najlepszy teledysk otrzymała francuska grupa Gojira, za obraz do utworu „Silvera”. Podczas gali nagrody otrzymały ponadto zespoły Slipknot, Pierce the Veil i Avatar, odpowiednio, w kategoriach najlepszy zespół koncertowy, najbardziej oddani fani oraz najlepszy nowy talent. Nagrody pozakonkursowe otrzymali zespół Anthrax oraz Dave Mustaine.
| Laureaci i nominowani | Laureaci i nominowani                   | Laureaci i nominowani          |
| Nominowani | Laureat                                 | Źródło                         |
| Album of the Year (album roku)                                                                                              | Album of the Year (album roku)          | Album of the Year (album roku) |
| --- | --------------------------------------- | ------------------------------ |
| Deftones, Gore Megadeth, Dystopia Meshuggah, The Violent Sleep of Reason Volbeat, Seal the Deal & Let’s Boogie              | Metallica, Hardwired...To Self-Destruct | [ 26 ] [ 27 ]                  |
| Song of the Year (piosenka roku)                                                                                            |                                         |                                |
| Amon Amarth, „Raise Your Horns” Megadeth, „The Threat Is Real” Metallica, „Hardwired” Testament, „Brotherhood of the Snake” | Ghost, „Square Hammer”                  | [ 26 ] [ 27 ]                  |
| Best Vocalist (najlepszy wokalista)                                                                                         |                                         |                                |
| Amon Amarth, Johan Hegg Deftones, Chino Moreno Killswitch Engage, Jesse Leach Lacuna Coil, Cristina Scabbia                 | Of Mice & Men, Austin Carlile           | [ 26 ] [ 27 ]                  |
| Dimebag Darrell Best Guitarist (najlepszy gitarzysta)                                                                       |                                         |                                |
| Alter Bridge, Mark Tremonti Opeth, Mikael Åkerfeldt Fredrik Åkesson Metallica, James Hetfield, Kirk Hammett Zakk Wylde      | Dave Mustaine, Kiko Loureiro            | [ 26 ] [ 27 ]                  |
| Paul Gray Best Bassist (najlepszy basista)                                                                                  |                                         |                                |
| Black Sabbath, Geezer Butler Hellyeah, Kyle Sanders Rob Zombie, Piggy D Metallica, Robert Trujillo                          | Meshuggah, Dick Lövgren                 | [ 26 ] [ 27 ]                  |
| Best Drummer (najlepszy perkusista)                                                                                         |                                         |                                |
| The Dillinger Escape Plan, Billy Rymer Hellyeah, Vinnie Paul Meshuggah, Tomas Haake Of Mice & Men, Valentino Arteaga        | Megadeth, Chris Adler                   | [ 26 ] [ 27 ]                  |
| Best Live Band (najlepszy zespół koncertowy)                                                                                |                                         |                                |
| Black Sabbath Ghost Hatebreed Rob Zombie                                                                                    | Slipknot                                | [ 26 ] [ 27 ]                  |
| Most Dedicated Fans (najbardziej oddani fani)                                                                               |                                         |                                |
| Anthrax Periphery Trivium Volbeat                                                                                           | Pierce the Veil                         | [ 26 ] [ 27 ]                  |
| Best New Talent (najlepszy nowy talent)                                                                                     |                                         |                                |
| Babymetal Nails Stitched Up Heart Toothgrinder                                                                              | Avatar                                  | [ 26 ] [ 27 ]                  |
| Best Film/Video (najlepszy teledysk)                                                                                        |                                         |                                |
| Giraffe Tongue Orchestra, „Blood Moon” Kvelertak, „1985” Red Fang, „Shadows” Slayer, „Pride in Prejudice”                   | Gojira, „Silvera”                       | [ 26 ] [ 27 ]                  |
| Most Metal Athlete (najlepszy „metalowy” atleta)                                                                            |                                         |                                |
| Drew Stafford Julianna Peña Matt Brown Robin Lehner                                                                         | Baron Corbin                            | [ 26 ] [ 27 ]                  |

| Nagrody i wyróżnienia pozakonkursowe         | Nagrody i wyróżnienia pozakonkursowe | Nagrody i wyróżnienia pozakonkursowe |
| Tytułem                                      | Laureat                              | Źródło                               |
| -------------------------------------------- | ------------------------------------ | ------------------------------------ |
| Lifetime Achievement (całokształt osiągnięć) | Dave Mustaine                        | [ 26 ]                               |
| Revolver Innovator Award (innowacja)         | Anthrax                              | [ 26 ]                               |